# Herrenhaus Charlottenhof

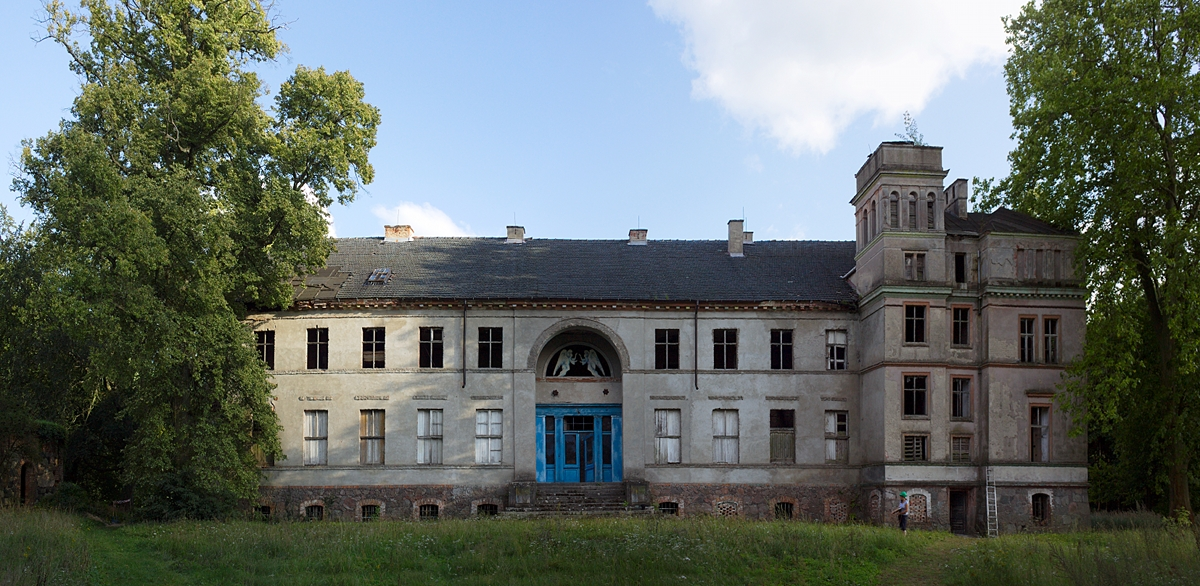
Ruine Herrenhaus Charlottenhof

Die Ruine des Herrenhauses Charlottenhof (polnisch Pałac w Sosnach) befindet sich in Sosny in der Gmina Witnica in der Woiwodschaft Lebus in Polen. Es liegt 20 Kilometer westlich von Gorzów Wielkopolski (Landsberg/Warthe). Der Name stammt aus dem 18. Jahrhundert, vorher hatte das Gut den Namen Gut Diedersdorf. Das Herrenhaus gilt als eines der drei qualitätvollsten Herrenhäuser der historischen Neumark.

## Geschichte
Im Jahr 1337 wurde „Diterstorp“ als deutsche Siedlung genannt. Mitte des 17. Jahrhunderts war Joachim von der Marwitz auf Stennewitz Besitzer des Ortes. Im Jahr 1764 heiratete der Diedersdorfer Gutsherr Hans Woteslaw von Wobeser Catherine Charlotte von der Borne und legte 1771 ein neues Vorwerk an der Stelle des heutigen Herrenhauses an. Ab 1778 nahm Charlotte das Vorwerk als Wohnsitz. Testamentarisch legte sie fest, dass das Gut in der Erbfolge an die jüngste Tochter der Vorbesitzerin übergehen sollte.
Im Jahr 1816 wurde das Rittergut Diedersdorf, zusammen mit dem Vorwerk Charlottenhof, der Kolonie Neudiedersdorf und weiteren im Warthebruch gelegenen Kolonien an Leberecht und Caroline von Klitzing verkauft. Ab 1834 wurde das heutige Herrenhaus errichtet. Der Bauherr und Rittmeister a. D. von Klitzing war Mitglied im Johanniterorden. Ab 1870 war Georg von Klitzing Gutsherr. Seit Besitztum beinhaltete 1879 nach dem erstmals amtlich publizierten General-Adressbuch der Rittergutsbesitzer für das Königreich Preußen für Diedersdorf-Alt mit Neu-Diedersdorf und Charlottenhof gesamt 2410 ha. Georg von Klitzing war Gründungsmitglied des Vereins für die Geschichte der Neumark und bewirkte die Errichtung eines Amtsgerichts in Wietz. Ab 1900 übergab er die Gutsleitung an seinen Sohn, blieb aber weiterhin für Forstwirtschaft zuständig. Deshalb wurde nahe dem Herrenhaus ein zweites Gutshaus, genannt „Haus Diedersdorf“, errichtet.
1945 floh die Familie von Klitzing vor der anrückenden Roten Armee nach Westen. 2001 wurde das verfallene Gut nach einem Besitzerwechsel umfangreich instand gesetzt.

## Bauwerk
Das zwischen 1834 und 1835 errichtete Herrenhaus wurde als schlichter Rechteckbau mit Satteldach und einfachen Risaliten errichtet. Die dominante Rundbogennische in der Eingangsfassade liegt in Achse mit der auf das Herrenhaus zuführenden Kastanienallee. An der Nordwestecke ist das Herrenhaus durch einen 1886 errichteten neoklassizistischen Turm erweitert.